# Nokko
Nokko és el nom artístic de la cantant japonesa Nobuko Yamada (山田信子, 4 de novembre de 1963 a Urawa, Saitama, Japó).
Va començar el 1984 com a cantant del grup Rebecca, que va conèixer l'èxit en la dècada del 1980. El 1990, després de deixar el grup, ella va gravar un single en duet amb Motoko anomenat Short Hairs, i va continuar amb èxit com a solista des de 1992, gravant fins i tot un àlbum als Estats Units el 1993.
Va estar casada amb Takehiko Kogure, guitarrista del Rebecca, de 1990 a 1993, i va tornar a casar el 2002 amb l'enginyer de so Goh Hotoda, amb el qual va tenir un fill el 2006.

## Discografia

### Àlbums originals
1. Hallelujah (1992)
2. I Will Catch U. (1993)
3. Call Me Nightlife (1993)
4. Colored (1994)
5. Rhyming Cafe (1996)
6. Veranda no Kishibe (ベランダの岸辺, Veranda Shore) (1998)
7. Viaje (2000)
8. Kiss (2010)

### Compilacions
1. The Best of Nokko (1997)
2. Remix Nokko (2000)
3. Nokko's Selection, Nokko's Best (2006)

### Singles
1. Crazy Clouds (1992)
2. Kiseki no Wedding March (奇跡のウエディングマーチ, Miracle Wedding March) (1992)
3. I Will Catch U (1993)
4. Vivace (1993)
5. Ningyo (人魚, Mermaid) (1994)
6. Live ga Hanetara (ライブがはねたら, If the Live Show Jumps) (1994)
7. Antenna (アンテナ) (1995)
8. Parade (パレード) (1995)
9. Tenshi no Love Song (天使のラブソング, Angel's Love Song) (1996)
10. Natural (1996)
11. Koi wa Aserazu (恋はあせらず, You Can't Hurry Love) (1997)
12. Mizu no Naka de Chiisa na Taiyō (水の中の小さな太陽, A Little Sun in the Water) (1997)
13. Haruyuki Usagi (春雪うさぎ, Spring Snow Rabbit) (1998)
14. Wasurenagusa (わすれな草, Unforgettable Grass) (1998)
15. Friends (フレンズ) (1999)
16. Hiru no Tsuki (昼の月, Daytime Moon) (1999)
17. Kiss ga Kikoeru/I Love You (KISSが聞こえる, I Can Hear the Kiss) (1999)